# تعبير جبري
التعبير الجبري هو تعبير مبني على عدد صحيح من الثوابت والمتغيرات والعمليات الجبرية (الجمع والطرح والضرب والقسمة ووالرفع بالأس). على سبيل المثال، 3x2 - 2xy + c هو تعبير جبري. منذ أخذ الجذر التربيعي هو نفس الرفع للقوة 1 2.
{\displaystyle {\sqrt {\frac {1-x^{2}}{1+x^{2}}}}}
هو أيضا تعبير جبري. على النقيض من ذلك، فإن الأرقام الأسية مثل π و e ليست جبرية.
التعبير الجذري هو تعبير يمكن إعادة كتابته إلى كسر جذري باستخدام خصائص العمليات الحسابية (الخصائص التبادلية والخصائص الترابطية للجمع والضرب، والملكية الموزعة وقواعد العمليات على الكسور). بمعنى آخر، التعبير الجذري هو تعبير يمكن تكوينه من المتغيرات والثوابت باستخدام العمليات الحسابية الأربع فقط. وهكذا:
{\displaystyle {\frac {3x^{2}-2xy+c}{y^{3}-1}}}
هو تعبير جذري، في حين أن:
{\displaystyle {\sqrt {\frac {1-x^{2}}{1+x^{2}}}}}
ليس تعبير جذري.
المعادلة الجذرية هي معادلة فيها جزئين جذريين (أو تعبيرات جذرية) من النموذج.
{\displaystyle {\frac {P(x)}{Q(x)}}}
يتم تعيين مساوية لبعضها البعض. هذه التعبيرات تطيع نفس القواعد مثل الكسور. يمكن حل المعادلات عن طريق الضرب المتقاطع. القسمة على صفر غير محددة، بحيث يتم رفض الحل الذي يسبب القسمة الرسمية على صفر.

## المصطلح
الجبر له مصطلحاته الخاصة لوصف أجزاء من التعبير:

1 - الأس (القدرة)، 2 - المعامل، 3 - المدى، 4 - العامل، 5 - الثابت والمتغير